# Viajar (canal de televisão)
Viajar foi um canal de televisão por assinatura espanhol, de propriedade da The Walt Disney Company e operado pela Disney Channels Worldwide.

## História
O canal voltado a exibição de conteúdos relacionados a viagens foi lançado em 1 de outubro de 1997 pela Sogecable (hoje Prisa TV). Sua programação incluia produções nacionais e internacionais sobre viagens e turismo, além de espaços de produção próprios.
Em 21 de dezembro de 2010, o canal Viajar passou a transmitir em alta definição, com o canal Viajar HD.
Em novembro de 2011, a Prisa TV vendeu o canal para a Fox International Channels para reduzir suas dívidas. Com a mudança de propriedade, o logotipo foi ligeiramente modificado.
O canal encerrou suas transmissões em 1º de janeiro de 2022 às 01h05 junto ao Fox Life, movendo seu conteúdo para a National Geographic.